# Sjul

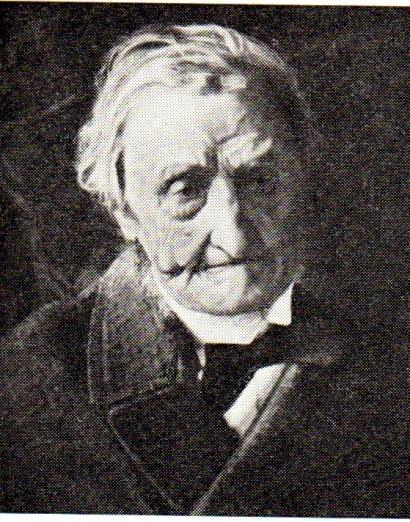
Sjul Svensson

Sjul med varianterna Sjur och Sjurd (tidigare även Siuhl och Siurd, jämför färöiska: Sjúrður, /sjurur/), är ett nordiskt mansnamn med samma ursprung som de från fornspråken inlånade namnen Sigurd och Sigvard, bestående av förleden Sig- (”seger”) och -vǫrðr (”vard, väktare, vakt”).
Namnet var förr i synnerhet vanligt i Norrland, Värmland och Dalarna. I Roland Otterbjörks Svenska förnamn (1964) står att namnet då enbart brukades som samiskt förnamn, men att det tidigare var mera spritt. Namnet Sjul bärs i dag (2021) av 15 personer, och efternamnet Sjulsson av 9 personer. I Norge bärs varianten Sjur av 1312 personer och i Sverige av 20 personer. Varianten Sjurd bärs i Norge av 16 personer. Dialektalt, bland annat i Jämtland, har även Sjul och Gammel-Sjul använts som noaord för djävulen.

## Personer med namnet Sjul/Sjur
- Sjul Svensson, Sveriges äldste man vid sin död 1902
- Sjur Aamundssøn Sexe, norsk matematiker och geolog
- Sjur Refsdal, norsk astronom
- Sjur Røthe, norsk längdskidåkare